# Sainte-Suzanne (Riunione)
Sainte-Suzanne è un comune francese di 22 610 abitanti situato nel dipartimento d'oltre mare di Réunion.